# Allahyar Sayyadmanesh
Allahyar Sayyadmanesh (in persiano اللهیار صیادمنش‎; Amol, 29 giugno 2001) è un calciatore iraniano, attaccante del Westerlo e della nazionale iraniana.

## Caratteristiche tecniche
È un centravanti dinamico, potente e difficile da arginare in campo aperto. In grado di svariare su tutto il fronte offensivo, può essere impiegato a fianco di una seconda punta oppure come unico riferimento nel reparto avanzato.
Nel 2018 è stato inserito nella lista dei migliori sessanta calciatori nati nel 2001 stilata da The Guardian.

## Carriera

### Club
Cresciuto nelle squadre locali del Arash Amol e del Padideh Sari, nel 2017 è entrato a far parte del settore giovanile del Saipa, club dove è rimasto un anno per poi trasferirsi all'Esteghlal il 12 luglio 2018, dove ha firmato un contratto di cinque anni. Con il club bianco-azzurro ha fatto il suo debutto fra i professionisti giocando l'incontro di Persian Gulf Pro League pareggiato 0-0 contro il Paykan del 27 luglio, ed il 6 ottobre ha segnato la sua prima rete, aprendo le marcature dell'incontro vinto 2-1 sul campo del Naft Masjed Soleyman.
Il 3 maggio 2019 si è trasferito al Fenerbahçe con cui ha firmato un contratto quinquennale e pochi mesi dopo è stato ceduto in prestito all'İstanbulspor fino a gennaio. Dopo essere rientrato alla base, ha debuttato con il club gialloblù l'11 febbraio 2020 in occasione del match di Türkiye Kupası vinto 1-0 contro il Kırklarelispor.
Il 6 ottobre 2020 è stato ceduto in prestito per una stagione e mezza in Ucraina allo Zorja.
Il 31 gennaio 2022 viene ceduto in prestito all'Hull City.
Il 9 luglio 2022 passa all'Hull City a titolo definitivo, firmando un quadriennale.

### Nazionale
Ha giocato nelle nazionali giovanili iraniane Under-17 ed Under-20.
Ha debuttato con la nazionale maggiore iraniana il 6 giugno 2019 in occasione dell'amichevole vinta 5-0 contro la Siria, segnando la rete finale dell'incontro e diventando il più giovane marcatore della storia della sua nazionale.

## Statistiche
Statistiche aggiornate al 24 maggio 2025.

### Presenze e reti nei club
| Stagione         | Squadra          | Campionato       | Campionato | Campionato | Coppe nazionali | Coppe nazionali | Coppe nazionali | Coppe continentali | Coppe continentali | Coppe continentali | Altre coppe | Altre coppe | Altre coppe | Totale | Totale | Totale |
| Stagione         | Squadra          | Comp             | Pres       | Reti       | Comp            | Pres            | Reti            | Comp               | Pres               | Reti               | Comp        | Pres        | Reti        | Pres   | Reti   |        |
| ---------------- | ---------------- | ---------------- | ---------- | ---------- | --------------- | --------------- | --------------- | ------------------ | ------------------ | ------------------ | ----------- | ----------- | ----------- | ------ | ------ | ------ |
| 2018-2019        | Esteghlal        | PL               | 15         | 2          | CI              | 0               | 0               | ACL                | 1                  | 0                  |             | -           | -           | 16     | 2      |        |
| 2019-2020        | İstanbulspor     | 1L               | 7          | 0          | CT              | 4               | 1               |                    | -                  | -                  |             | -           | -           | 11     | 1      |        |
| 2019-2020        | Fenerbahçe       | SL               | 2          | 0          | CT              | 1               | 0               |                    | -                  | -                  |             | -           | -           | 3      | 0      |        |
| 2020-2021        | Zorja            | PL               | 19         | 5          | CU              | 3               | 0               | UEL                | 4                  | 1                  | -           | -           | -           | 26     | 6      |        |
| lug.-dic. 2021   | Zorja            | PL               | 16         | 7          | CU              | 0               | 0               | UEL+UECL           | 2+6                | 0+2                | -           | -           | -           | 24     | 8      |        |
| Totale Zorja     | Totale Zorja     | Totale Zorja     | 35         | 12         |                 | 3               | 0               |                    | 12                 | 3                  |             | -           | -           | 50     | 15     |        |
| gen.-giu. 2022   | Hull City        | PL               | 12         | 1          | FACup+CdL       | -               | -               | -                  | -                  | -                  | -           | -           | -           | 12     | 1      |        |
| 2022-2023        | Hull City        | PL               | 19         | 2          | FACup+CdL       | 0+1             | 0               | -                  | -                  | -                  | -           | -           | -           | 20     | 2      |        |
| 2023-gen. 2024   | Hull City        | PL               | 6          | 0          | FACup+CdL       | 2+0             | 0               | -                  | -                  | -                  | -           | -           | -           | 8      | 0      |        |
| Totale Hull City | Totale Hull City | Totale Hull City | 37         | 3          |                 | 3               | 0               |                    | -                  | -                  |             | -           | -           | 40     | 3      |        |
| gen.-giu. 2024   | Westerlo         | PL               | 7+9        | 0          | CdL             | -               | -               | -                  | -                  | -                  | -           | -           | -           | 16     | 0      |        |
| 2024-2025        | Westerlo         | PL               | 26+9       | 6+1        | CdL             | 2               | 0               | -                  | -                  | -                  | -           | -           | -           | 37     | 7      |        |
| Totale Westerlo  | Totale Westerlo  | Totale Westerlo  | 33+18      | 6+1        |                 | 2               | 0               |                    | -                  | -                  |             | -           | -           | 53     | 7      |        |
| Totale carriera  | Totale carriera  | Totale carriera  | 147        | 24         |                 | 13              | 1               |                    | 13                 | 3                  |             | -           | -           | 173    | 27     |        |

### Cronologia presenze e reti in nazionale
| Cronologia completa delle presenze e delle reti in nazionale ― Iran | Cronologia completa delle presenze e delle reti in nazionale ― Iran | Cronologia completa delle presenze e delle reti in nazionale ― Iran | Cronologia completa delle presenze e delle reti in nazionale ― Iran | Cronologia completa delle presenze e delle reti in nazionale ― Iran | Cronologia completa delle presenze e delle reti in nazionale ― Iran | Cronologia completa delle presenze e delle reti in nazionale ― Iran | Cronologia completa delle presenze e delle reti in nazionale ― Iran |
| Data                                                                | Città                                                               | In casa                                                             | Risultato                                                           | Ospiti                                                              | Competizione                                                        | Reti                                                                | Note                                                                |
| ------------------------------------------------------------------- | ------------------------------------------------------------------- | ------------------------------------------------------------------- | ------------------------------------------------------------------- | ------------------------------------------------------------------- | ------------------------------------------------------------------- | ------------------------------------------------------------------- | ------------------------------------------------------------------- |
| 6-6-2019                                                            | Teheran                                                             | Iran                                                                | 5 – 0                                                               | Siria                                                               | Amichevole                                                          | 1                                                                   | 80’                                                                 |
| 30-3-2021                                                           | Teheran                                                             | Iran                                                                | 3 – 0                                                               | Siria                                                               | Amichevole                                                          | -                                                                   | 86’                                                                 |
| 11-11-2021                                                          | Sidone                                                              | Libano                                                              | 1 – 2                                                               | Iran                                                                | Qual. Mondiali 2022                                                 | -                                                                   | 72’                                                                 |
| 16-11-2021                                                          | Amman                                                               | Siria                                                               | 0 – 3                                                               | Iran                                                                | Qual. Mondiali 2022                                                 | -                                                                   | 81’                                                                 |
| 24-3-2022                                                           | Seul                                                                | Corea del Sud                                                       | 2 – 0                                                               | Iran                                                                | Qual. Mondiali 2022                                                 | -                                                                   | 64’                                                                 |
| 29-3-2022                                                           | Mashad                                                              | Iran                                                                | 2 – 0                                                               | Libano                                                              | Qual. Mondiali 2022                                                 | -                                                                   | 46’                                                                 |
| 12-6-2022                                                           | Doha                                                                | Iran                                                                | 1 – 2                                                               | Algeria                                                             | Amichevole                                                          | -                                                                   | 85’                                                                 |
| 21-3-2024                                                           | Tehran                                                              | Iran                                                                | 5 – 0                                                               | Turkmenistan                                                        | Qual. Mondiali 2026                                                 | -                                                                   | 70’                                                                 |
| Totale                                                              |                                                                     | Presenze                                                            | 8                                                                   |                                                                     | Reti                                                                | 1                                                                   |                                                                     |